# Seseok Flat
Das Seseok Flat ist eine Ebene auf King George Island im Archipel der Südlichen Shetlandinseln. Sie liegt im Zentrum der Barton-Halbinsel.
Südkoreanische Wissenschaftler benannten sie nach der Ebene Seseokpyeongjeon am Berg Jirisan in Südkorea.